# Boeing X-37B
Het Boeing X-37B Orbital Test Vehicle is een onbemand ruimtevliegtuig van de United States Space Force dat is ontwikkeld door Boeing om toekomstige ruimtevaarttechnologie te testen in een baan rond de aarde en tijdens terugkeer naar de aarde.

## Kenmerken

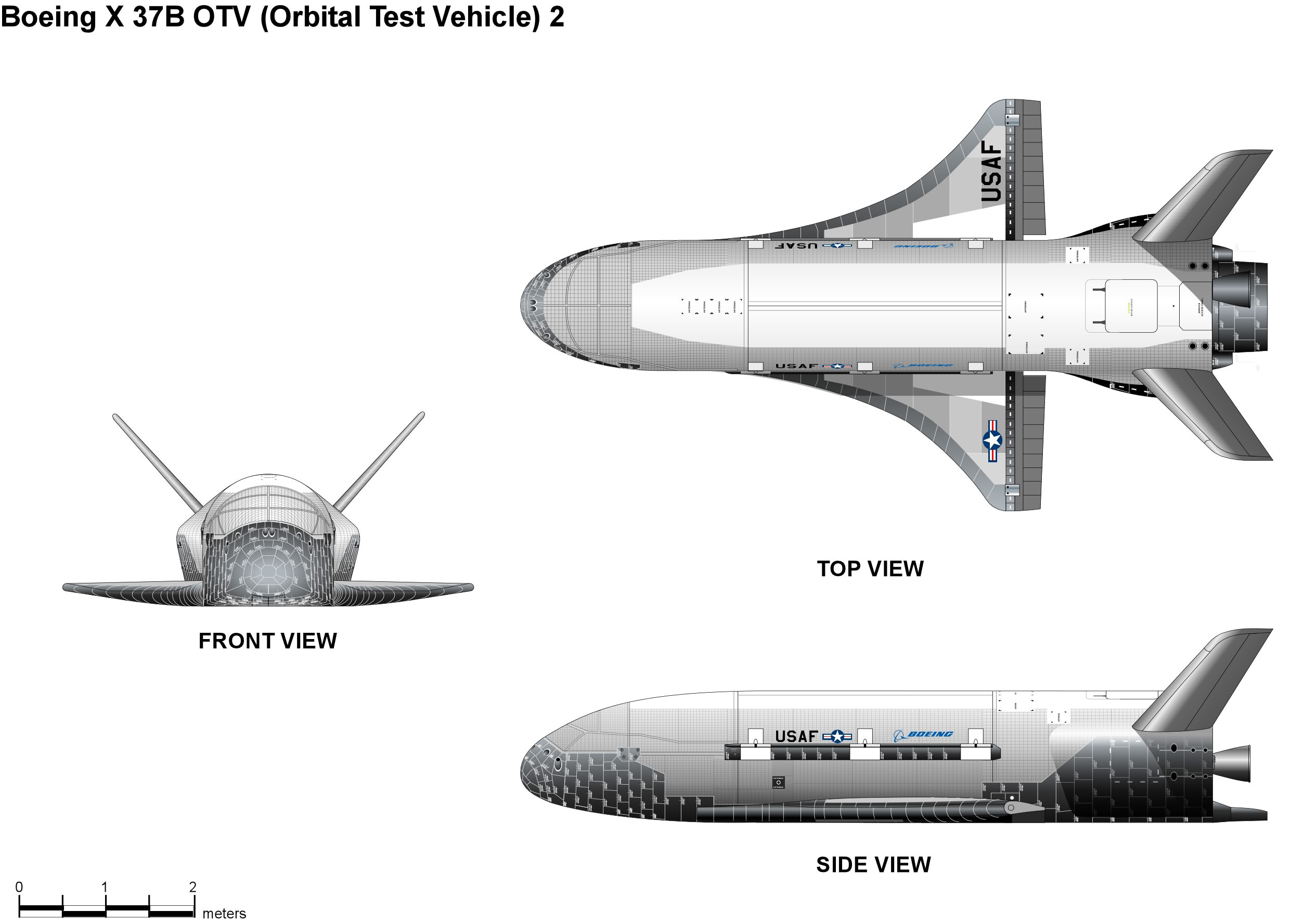

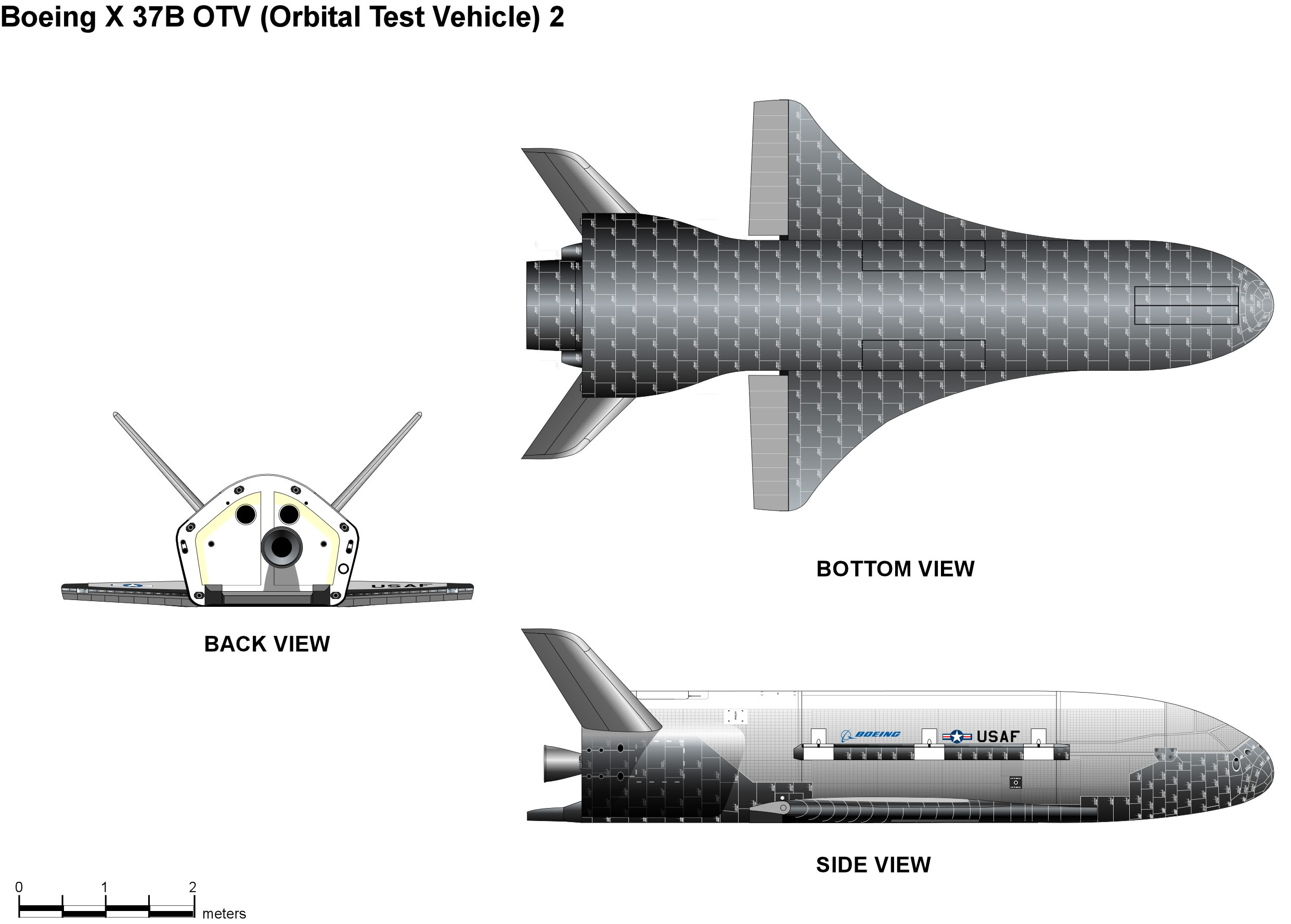
Technisch plan van de X-37B

Het toestel is een met een factor 1,2 opgeschaald model afgeleid van de X-40A. Het project werd in 1999 in samenwerking met NASA opgestart met als naam X-37 Advanced Technology Demonstrator, maar werd in 2004 overgedragen aan het Amerikaanse Ministerie van Defensie dat het hernoemde tot X-37B Orbital Test Vehicle.
Een prototype genaamd X-37A had zijn eerste vlucht, een droptest, op 7 april 2006 op de Edwards AFB. Hiervoor werd de White Knight ingezet, het vliegtuig dat ook voor de airdroplanceringen van SpaceShipOne werd gebruikt.
Lanceringen vinden plaats met een NSSL-gecertificeerde draagraket. Op de eerste vier vluchten was dat de Atlas V, de vijfde vlucht werd met een Falcon 9-raket gelanceerd. De X-37 wordt in de neuskegel van de draagraket geplaatst. 
De eerste orbitale vlucht van de X-37B, OTV-1, werd op 22 april 2010 om 23:52 UTC gelanceerd met een Atlas V 501-raket vanuit Cape Canaveral Air Force Station. Het ruimtetuig werd in lage baan geplaatst voor een aantal testen. Op 3 december 2010 keerde het terug en landde het weer op Aarde.
De X-37B zouden volgens hun missie op Vandenberg Air Force Base in Californië landen met de Edwards Air Force Base als alternatief.
Een tweede X-37B is gebouwd voor een testmissie gepland in 2011. Deze werd op 5 maart 2011 voor het eerst gelanceerd en keerde op 16 juni 2012 terug. 
Werkzaamheden aan de X-37B (onderhoud, laden en lossen) vinden sinds 2012 plaats in de voormalige Space Shuttle-werkplaatsen Orbiter Processing Facility's 1 en 2 op het Kennedy Space Center. Sindsdien wordt de Shuttle Landing Facility als landingsbaan gebruikt. Ook OPF-3 wordt door Boeing gehuurd maar die hangar wordt voor de Starliner gebruikt.
Om extra vrachtcapaciteit te genereren kan de X-37B met een servicemodule worden uitgerust. Missie OTV-6 is de eerste vlucht met zo’n servicemodule. Details over de servicemodule zijn verder niet bekendgemaakt.

### Gebaseerd op de spaceshuttle maar niet hetzelfde
Waar de stuurvlakken van de spaceshuttles hydraulisch bediend worden, maakt de X-37B gebruik van een elektromechanisch systeem. Dit bespaart op het gewicht van leidingen en hydraulische vloeistof. In plaats van keramische tegels gebruikt de X-37B gemakkelijk vervormbaar composiet materiaal. Dit materiaal werd reeds door de NASA ontworpen voordat de militairen het project in 2004 overnamen.
Het stompe ontwerp lijkt ook op de Shuttle. De spanwijdte bedraagt 4,50 meter. Maar in plaats van één reusachtig verticaal staartvlak heeft de X-37B een korte V-staart met twee zogenaamde ruddervators. Dit is een samenvoeging van rudder en elevator (richtingsroer en hoogteroer). Dit is zo omdat het tuig in de laadruimte van een draagraket geplaatst moet kunnen worden die een 5 meter binnen-diameter heeft. Die V-staart zorgt ook voor de invalshoek van 40 graden bij de terugkeer in de dampkring. Omdat het onbemand is zijn er geen voorzieningen nodig om een cabine onder druk te houden. Ook andere installaties voor lange bemande vluchten zijn overbodig. Zijn eenvoud en kleine afmetingen maakten het voor de militairen interessant. Hoewel het tijdens de ontwikkeling door de NASA een gewoon prototype betrof, geeft de Amerikaanse Luchtmacht geen enkel detail vrij van de eerste vlucht.

## Missies

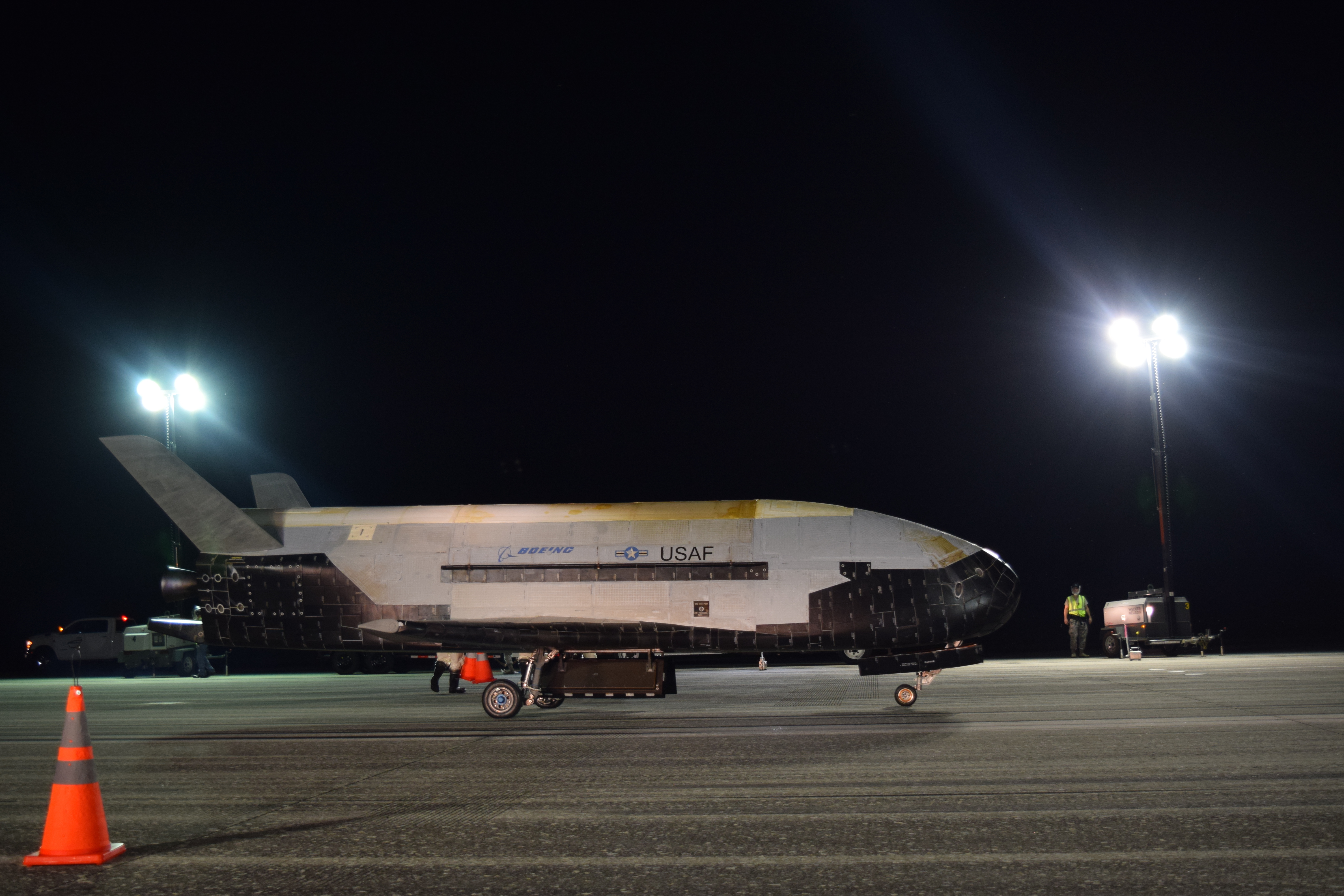
Orbiter 2 na afloop van vlucht OTV-5

| Nummer          | Datum lancering en Lanceerplaats         | Datum terugkeer en landingsbaan                           | Duur            | Draagraket           | Toestel                     | Nuttige lading                                           | Bijzonderheden |
| --------------- | ---------------------------------------- | --------------------------------------------------------- | --------------- | -------------------- | --------------------------- | -------------------------------------------------------- | --- |
| OTV-1           | 22 april 2010, 2352 UTC CCAFS, SLC-41    | 3 december 2010 Vandenberg AFB                            | 224 d 8 h 24 m  | Atlas V-501          | Orbiter 1                   | onbekend                                                 | |
| OTV-2           | 5 maart 2011, 2246 UTC CCAFS, SLC-41     | 16 juni 2012 Vandenberg AFB                               | 469 d           | Atlas V-501          | Orbiter 2                   | onbekend                                                 | |
| OTV-3           | 11 december 2012, 1803 UTC CCAFS, SLC-41 | 17 oktober 2014 Vandenberg AFB                            | 674 d 22 h 22 m | Atlas V-501          | Orbiter 1                   | onbekend                                                 | |
| OTV-4           | 20 mei 2015, 1505 UTC CCAFS, SLC-41      | 7 mei 2017 KSC-Launch and Landing Facility                | 718 dagen       | Atlas V-501          | Orbiter 2                   | o.a. Ionenmotor                                          | |
| OTV-5           | 7 september 2017,1400 UTC KSC - LC-39A,  | 27 oktober 2019, 0751 UTC KSC-Launch and Landing Facility | 779 d 16 h 51 m | Falcon 9-Full Thrust | Orbiter 2                   | ASETS-II Drie kleine satellieten                         | |
| OTV-6 (USSF-7)  | 17 mei 2020, 1314 UTC, CCAFS SLC-41      | 12 november 2022 1122 UTC KSC-Launch and Landing Facility | 908 dagen       | Atlas V-501          | Orbiter 1 met servicemodule | o.a. Falconsat-8 die begin november 2021 werd losgelaten | |
| OTV-7 (USSF-52) | 29 december 2023, 0107 UTC KSC LC-39A    | 7 maart 2025, 0722 UTC, Vandenberg AFB                    | 434 dagen       | Falcon Heavy         | Orbiter 2 met servicemodule |                                                          | Was in februari 2024 in een baan van 38.840 bij 323 km met een inclinatie van 59,1 graden Zal naar een lagere baan om de aarde overgaan door de atmosfeer een paar keer te schampen en zodoende snelheid te verliezen. Op 21 februari 2025 publiceerde de Space Force voor het eerst een foto die vanuit een X-37B werd gemaakt. Het voertuig verbleef op dat moment in High Earth Orbit. |

## Trivia
- In 2011 presenteerde Boeing een conceptontwerp voor de X-37C. Dit moest een vergrote, bemande uitvoering van de X-37B worden die tot zes ruimtevaarders kon herbergen. Boeing ontwikkelde in die tijd echter ook het ontwerp voor de Starliner-ruimtecapsule dat daadwerkelijk in productie is genomen.[11]
- De Europese ruimtevaartorganisatie ESA ontwikkelt anno 2019 een voertuig met een soortgelijke functie genaamd Space Rider. Groot verschil: de Space Rider is op commerciële klanten gericht terwijl de X37B op militaire industrie is gericht.
- Na afloop van missie OTV-5 maakte de USAF bekend dat de X-37B satellieten had losgelaten. Volgens Jonathan McDowell is dat voor het eerst dat de Verenigde Staten satellieten los hebben gelaten zonder dat aan het VN-register te melden.[12]
- Orbiter 1 en Orbiter 2 verschillen licht van elkaar en zijn te herkennen aan het tegelpatroon van het hitteschild bij de neus.

## Fotogalerij

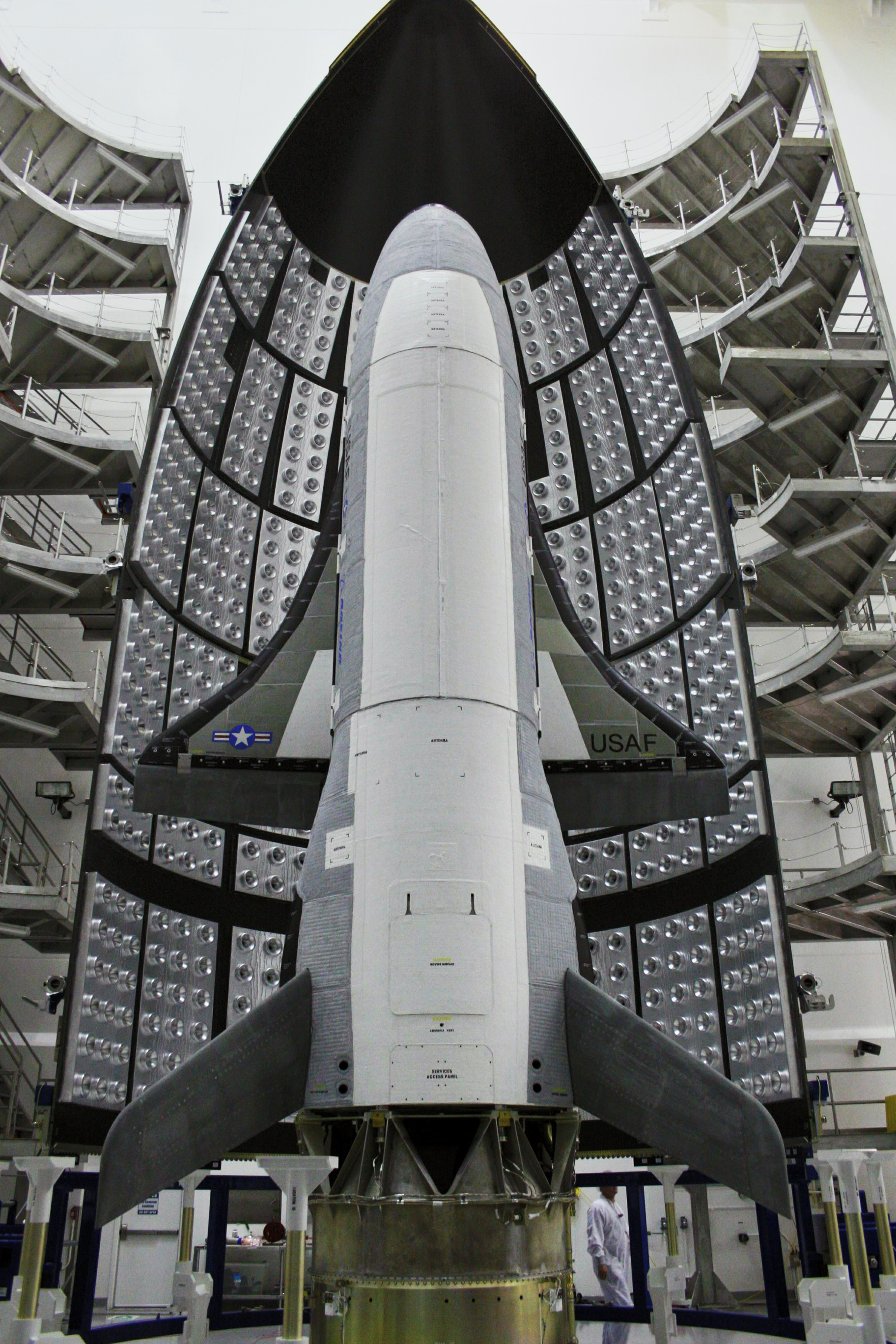
Boeing X-37 gemonteerd in de 5 meter neuskegel van een Atlas V-raket
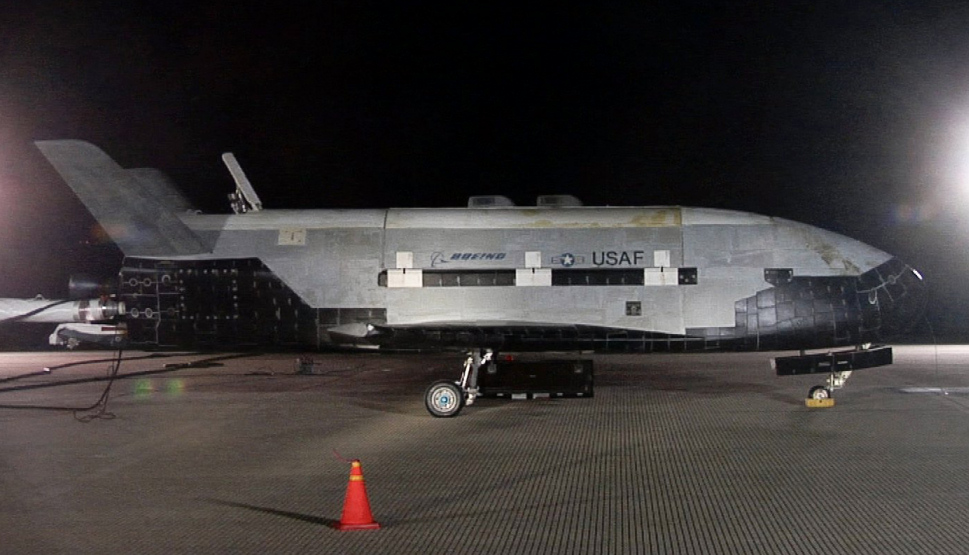
X-37B na landing op Vandenberg SFB bij missie OTV-1 (USA-212) op 3 december 2010
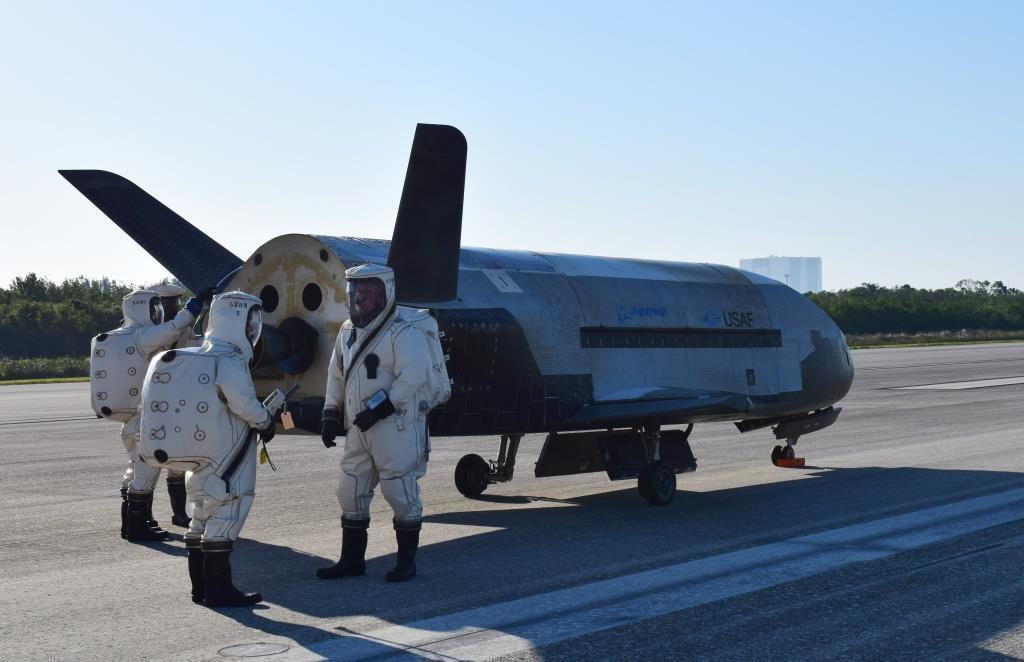
X-37B na de landing op Shuttle Launch and Landing Facility bij missie OTV-4
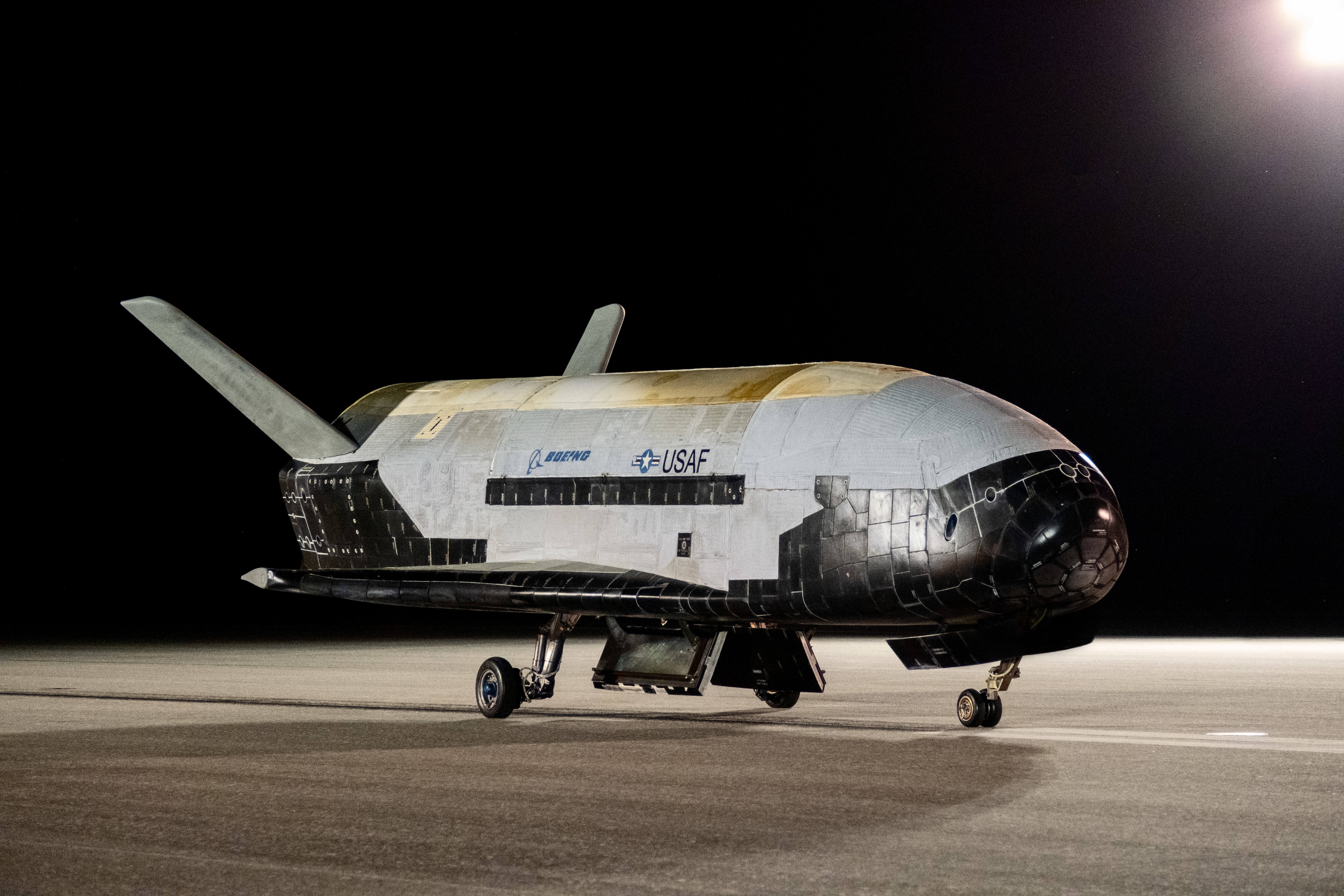
X-37B na landing op Shuttle Launch and Landing Facility op 12 november 2022, de 909e dag van missie OTV-6 (USA-299)

X-1 · X-2 · X-3 · X-4 · X-5 · X-6 · X-7 · X-8 · X-9 · X-10 · X-11 · X-12 · X-13 · X-14 · X-15 · X-16 · X-17 · X-18 · X-19 · X-20 · X-21 · X-22 · X-23 · X-24 · X-25 · X-26 · X-27 · X-28 · X-29 · X-30 · X-31 · X-32 · X-33 · X-34 · X-35 · X-36 · X-37 · X-38 · X-39 · X-40 · X-41 · X-42 · X-43 · X-44 · X-45 · X-46 · X-47 · X-48 · X-49 · X-50 · X-51 · X-53 · X-57 ·  X-59